# Virginie Dufrasne
Virginie Dufrasne, née en 1985, est une personnalité du monde des affaires belge, administratrice générale de Lixon, une entreprise belge de travaux publics et privés. 

## Biographie
Virginie Drufasne a réalisé un baccalauréat en économie à l'université Saint-Louis suivi d'un master en management à la Louvain School of Management. Elle réalisa également un master Community of European Management Schools à l’université de Saint-Gall en Suisse. Pour finaliser sa formation, elle a réalisé un stage chez un importateur de bières belges en Chine. Elle prit également des cours d’arabe à la Mosquée du Cinquantenaire.
En 2008, elle commence à travailler comme business analyst chez Mc Kinsey. Elle a alors l'opportunité de travailler en Afrique du Sud, en Jordanie, au Maroc et au Liban dans des domaines variés comme le transport, la banque, l’assurance ou encore les mines. 
Fondé par son grand-père, elle entre dans l'entreprise Lixon lors de la mort de ce dernier à la demande de son père, Pierre-Maurice Dufrasne. En août 2010, elle devient la secrétaire générale de Lixon. Moins d'un an après, en avril 2011, Virginie Dufrasne devient administratrice de l'entreprise à 26 ans. En 2018, le chiffre d’affaires de l’entreprise tournerait autour des 70 millions d’euros.
En 2016, elle est membre du groupe d’experts CATCH, qui a pour but d'établir des axes d’accélération de la croissance de l’emploi dans la Région de Charleroi,. 